# Урочище Безодня (ботанічний заказник)
Урочище Безодня — ботанічний заказник місцевого значення на теренах Лісниківської сільської ради Києво-Святошинського району Київська область. Створений відповідно до рішення Київської обласної ради від 27 жовтня 2005 за № 310-26-IV.

## Загальні відомості
Землекористувачем території заказника є Лісниківська сільська рада.
Площа заказника 3,35 гектарів. Заказник розташовано в межах Дніпровського екологічного коридору.
Інститутом зоології імені І. І. Шмальгаузена НАН України 2007 було розроблено «Пропозиції щодо меж, структури і конфігурації екологічної мережі Лісниківської сільської ради, її збереження, відтворення та перспективного розвитку», що є першою в Україні детальною моделлю екологічної мережі Лісниківської сільської ради. Терени села Лісники відзначаються значним видовим різноманіттям і по них пролягає основний міграційний шлях тварин у напрямках північ-південь по Дніпровському екологічному коридору. На західних теренах Лісничівської сільради розміщено ботанічний заказник місцевого значення «Урочище Безодня» і заплановано створити прилеглий дендрологічний парк, що повинні становити одне з ядер нової природоохоронної структури. На сході села друге ядро повинно складатись з ландшафтного заказника місцевого значення «Урочище Кірикове» площею 13,0 гектар та ботанічного заказника місцевого значення «Урочище Гора Козинська» площею 2,1 гектари. Обидва ядра природоохоронного комплексу повинна з'єднувати буферна зона, якою служить охоронна зона газогону. Планувалось, що цей природоохоронний комплекс площею 721,6 гектарів стане прецедентом ефективного запровадження природозберігаючого режиму, що відповідає модерним світовим тенденціям.

## Опис
Урочище Безодня має доволі круті схили і заболочене днище. У першу чергу заказник створено для захисту і збереження доволі великої популяції рідкісного виду орхідеї (Orchidaceae) пальчатокорінника м'ясочервоного (Dactylorhiza incarnata), що занесений до Червоної книги України. Також у заказнику можна зустріти метелика махаона і вусача мускусного, що занесені до Червоної книги України. Під час досліджень Національного екологічного центру України від червня 2006 було встановлено, що популяція пальчатокорінника м'ясочервоного присутня лише на ділянках урочища, що не використовувались для випасання свійської худоби. Завдяки зволоженому днищу урочища відбувається поступове просування на лучні ділянки заростей верби (Salix L.). Внаслідок цього на ділянках залишаються лише одиничні рослини пальчатокорінника м'ясочервоного, що перестають цвісти і давати насіння. У ході вивчення вікового цензу популяції, параметрів генеративних екземплярів, потенціалу насіннєвого розмноження було встановлено, що в урочищі розвинулась численна популяція з щільністю близько 8 рослин на 1 м². Такі параметри переважають на ділянках вологих луків, де проходить сінокіс, що зупиняє просування чагарниково-деревинної рослинності.
Тому для підтримання і збереження популяції пальчатокорінника було надано рекомендації, які направили до землекористувача. В урочищі необхідно проводити сінокіс не раніше початку липня, коли пальчатокорінник відцвіте і розпочне плодоношення. Для повного дозрівання плодоносів і розповсюдження насіння необхідно залишати сіно в урочищі до повного висихання. Повинно бути заборонене випасання худоби в урочищі, обривання цвітоносів пальчатокорінника. Дотримуватись гідрологічного режиму річища Безодня, забезпечуючи відвід надміру води дренажними каналами і не допускаючи встановлення загат на днищі.

## Галерея

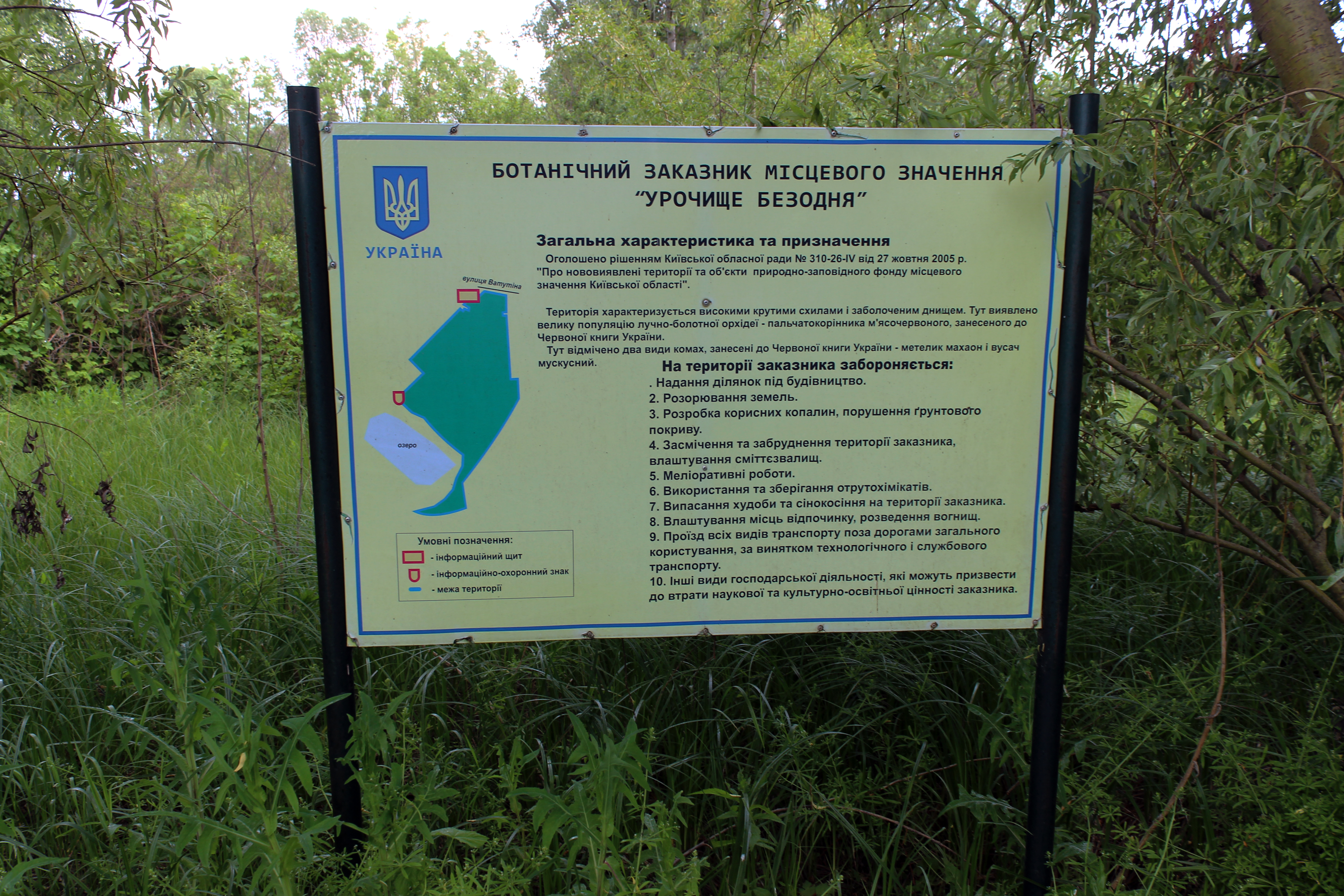
Стенд зі схемою заказника
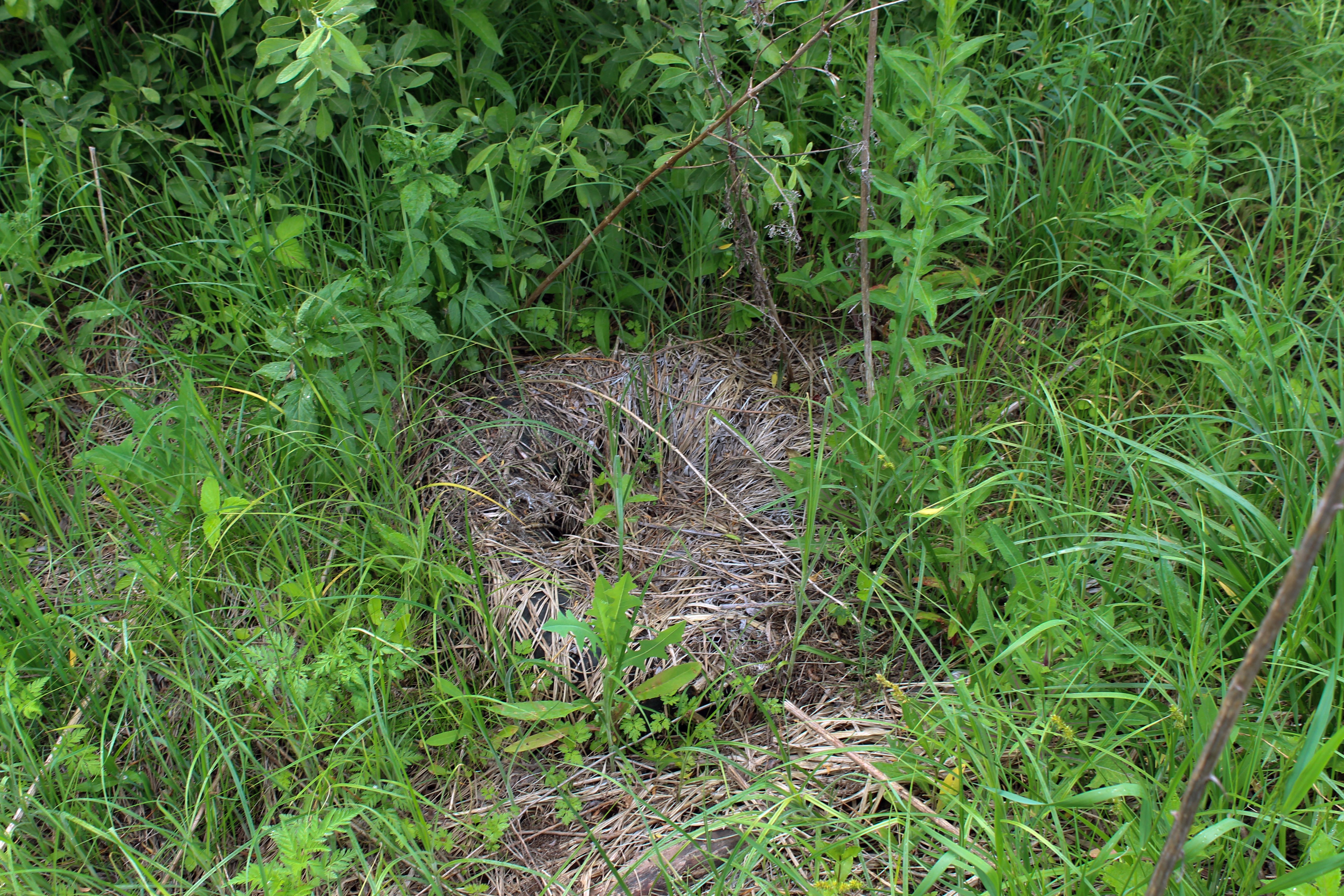
Гніздо
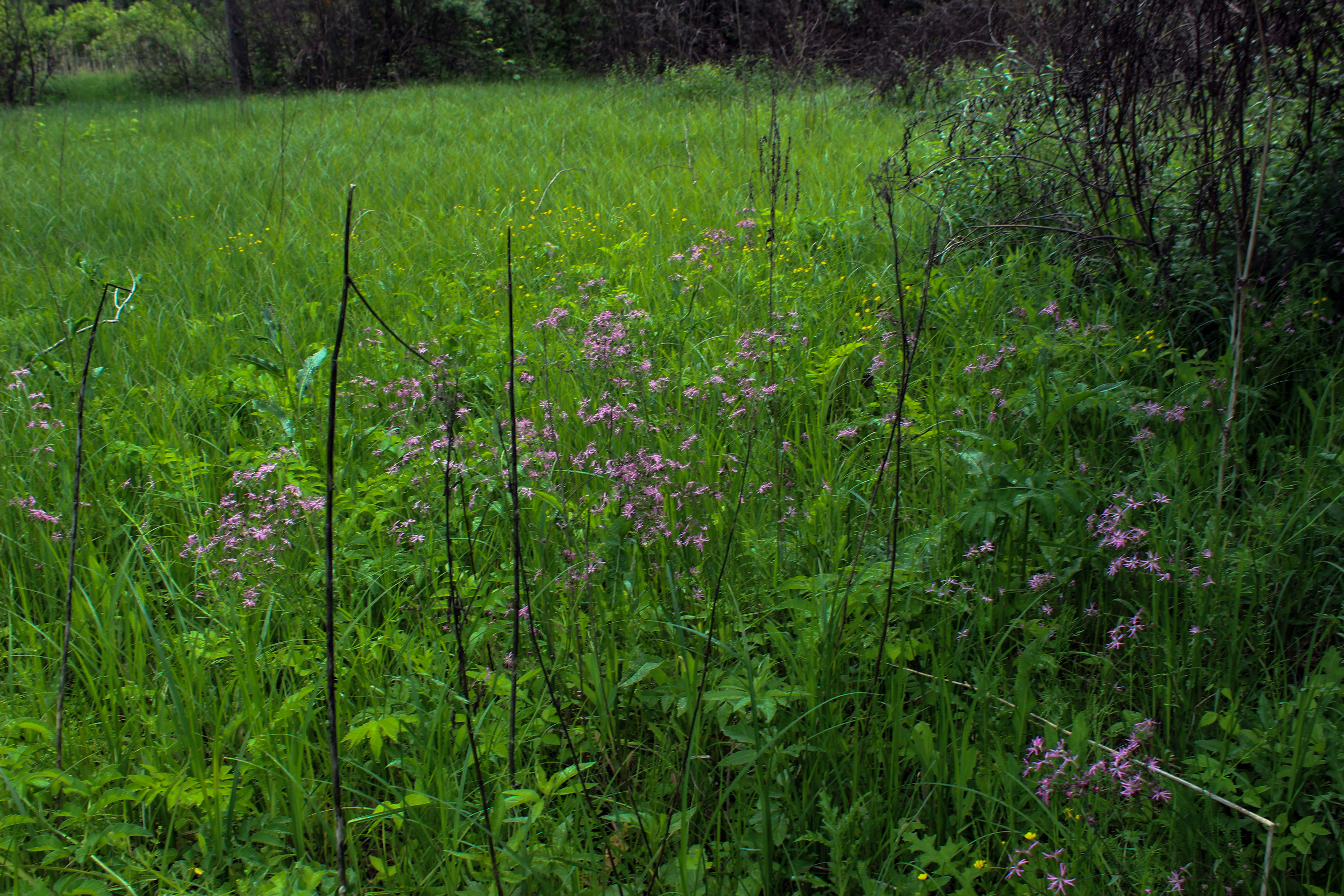
Урочище
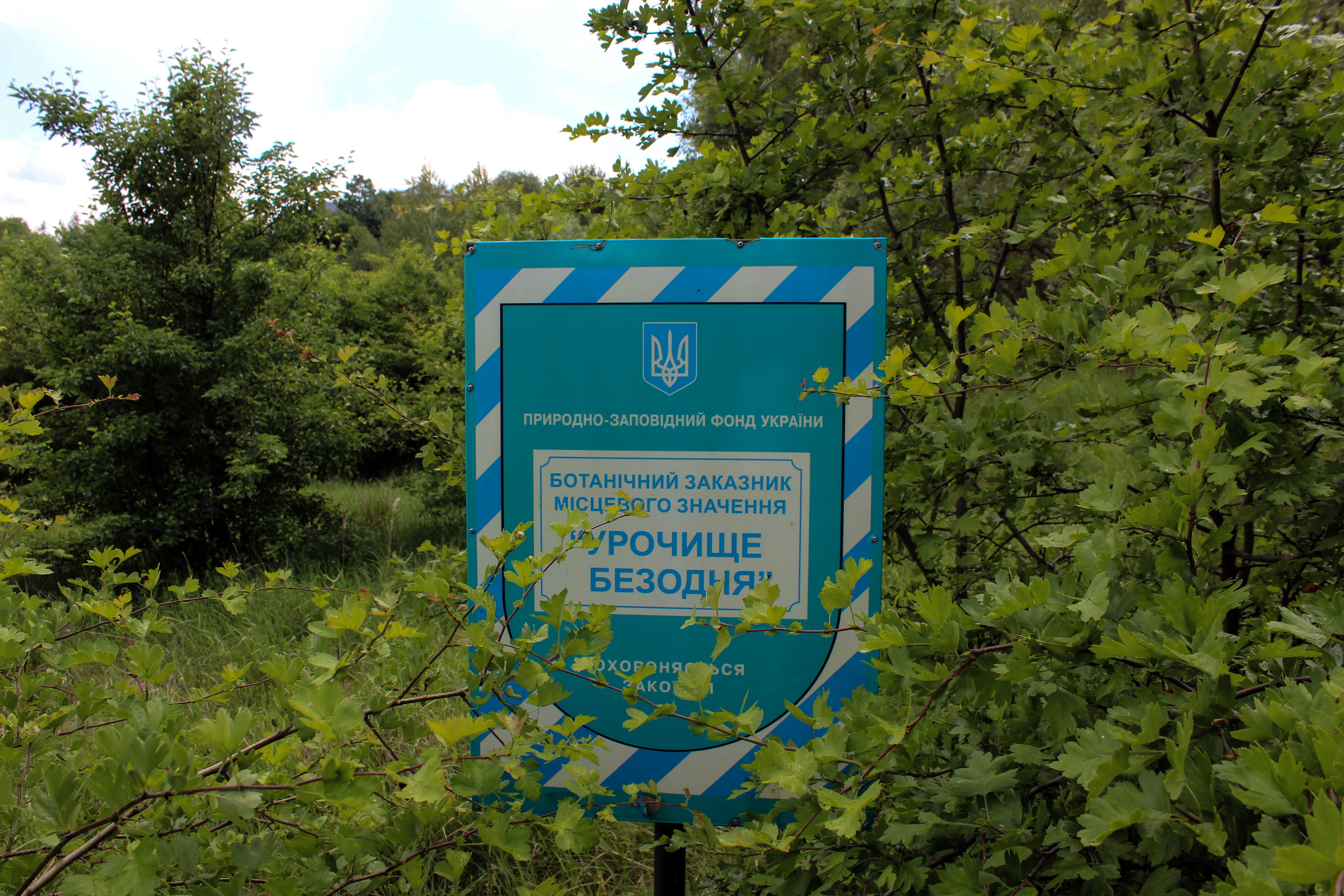
Охоронна табличка
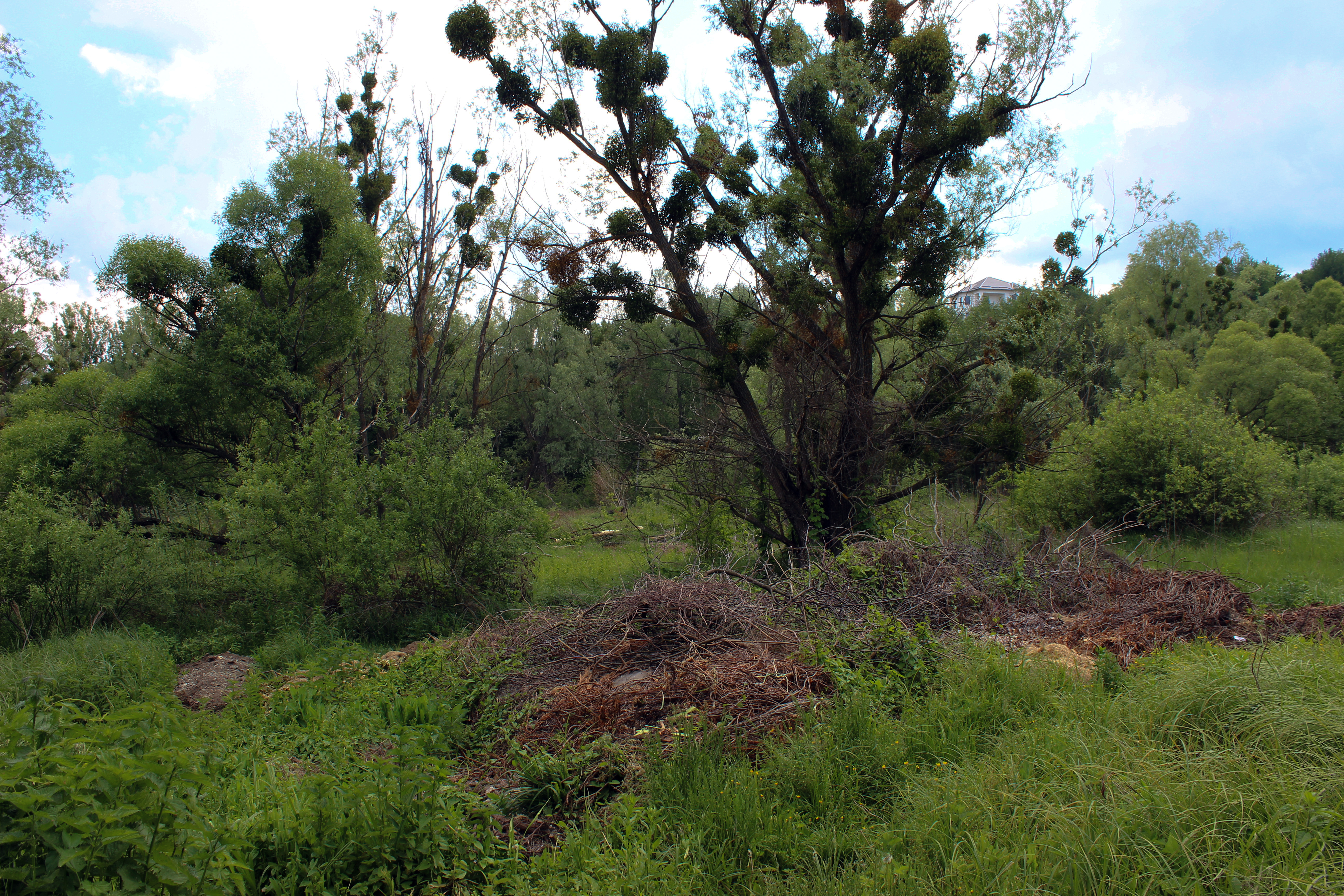
Звалище сміття